# Stig Rossen
Stig Rossen (Glostrup, 14 giugno 1962) è un tenore e attore teatrale danese.

## Biografia
Nato e cresciuto in Danimarca, Stig Rossen ha studiato alla Guildhall School of Music and Drama, laureandosi nel 1990. Immediatamente dopo la laurea, Rosse si è unito al cast del musical Les Misérables in scena del West End londinese; dopo aver ricoperto ruoli minori, nel 1994 fu promosso al ruolo del protagonista Jean Valjean. Successivamente, Stiggen ha interpretato Jean Valjean in oltre millecinquecento rappresentazioni di Les Misérables in dieci nazioni diverse tra il 1994 e il 2014. Oltre ad aver recitato in diversi altri musical, tra cui Chess e Jesus Christ Superstar, Rossen ha inciso dieci album e fondato una casa di produzione teatrale. Attivo anche come doppiatore, ha prestato la voce nel doppiaggio danese di Mulan e Lilo & Stitch. Nel 2010 ha tenuto una serie di concerti negli Stati Uniti e nel Canada.
Stig Rossen è stato sposato dal 1990 al 1994 con la cantante lirica tedesca Yvonne Ulrike Schetter, da cui ha avuto la figlia Josephine nel 1990. Successivamente si è risposato e dalla seconda moglie Nina ha avuto i figli Lucas, Philip ed Oliver.